# Newcastle United Jets

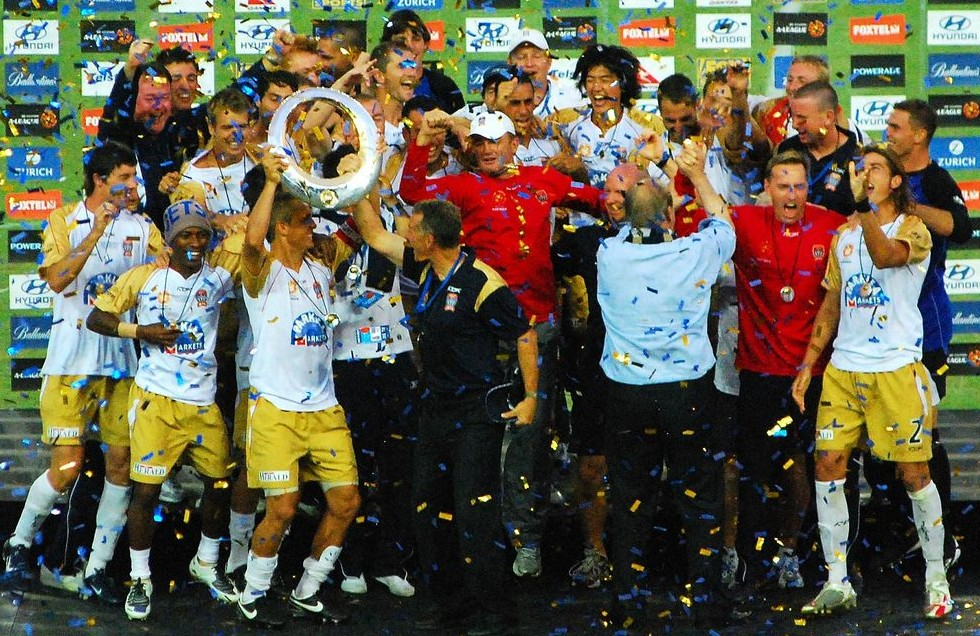
Newcastle United Jets als winnaar van de A-League 2008

Newcastle United Jets is een Australische voetbalclub uit Newcastle in de staat New South Wales. Het thuisstadion van Newcastle United Jets is het Newcastle International Sports Centre, dat een capaciteit van 26.000 plaatsen heeft.
De club is niet gelieerd aan het Engelse Newcastle United FC.

## Geschiedenis
De club werd in 1952 opgericht als Newcastle Austral. Deze club speelde van 1952 tot 1987 in de Northern NSW League. Van 1988 tot 1990 was Newcastle Austral actief in de NSW Premier League. Toen de club in 1991 in de National Soccer League ging spelen, veranderde de clubnaam naar Newcastle Breakers Club. In 2000 raakte deze club zijn NSL-licentie kwijt en maakte vervolgens een doorstart als Newcastle United Jets dat vanaf het seizoen 2001 in de NSL ging spelen. In 2002 en 2003 werd de Grand Final van de NSL gehaald, maar respectievelijk Olympic Sharks en Perth Glory waren te sterk. Newcastle United Jets was in 2004 een van de vier clubs die na de opheffing van de NSL de overstap naar de nieuwe A-League maakte. De andere drie clubs waren Perth Glory, Adelaide United en New Zealand Knights. In 2008 won de club de A-League door in de finale van de play-offs met 1-0 te winnen van Central Coast Mariners.

## Erelijst
- A-League

2008

## Bekende (oud-)spelers
- Nick Carle
- Ante Čović
- Craig Goodwin
- Mário Jardel
- Paul Okon
- Ned Zelic
- Donny de Groot
- Ali Abbas Al-Hilfi
- Emile Heskey
- Kew Jaliens
- David Carney
- Leonardo Vitor Santiago